# Parlamentswahl in Australien 1990
- Labor: 78
- Unabh.: 1
- Liberals: 55
- Nationals: 14

Die Parlamentswahl in Australien 1990 fand am 24. März 1990 statt. Es war die Wahl zum 36. australischen Parlament. Zur Wahl standen alle 148 Sitze im House of Representatives und 40 Sitze im 76-köpfigen Senat.
Die amtierende Australian Labor Party unter der Führung von Bob Hawke besiegte die oppositionelle Liberal Party of Australia unter der Führung von Andrew Peacock mit dem Coalition-Partner, der National Party of Australia unter der Führung von Charles Blunt, obwohl sie die two-party-preferred vote verlor. Die Wahl sah die Wiederwahl einer Hawke-Regierung, die vierte Amtszeit in Folge. Dies war das erste und bis heute einzige Mal, dass die Labor Party eine vierte aufeinanderfolgende Wahl gewann.

## Vorgeschichte
John Howard hatte die Wahl 1987 gegen Hawke verloren und Andrew Peacock wurde zum stellvertretenden Vorsitzenden gewählt. Im Mai 1989 führten Peacocks Anhänger einen leadership spill durch, der Peacock wieder an die Spitze brachte. Hawkes Schatzmeister, Keating, verspottete ihn mit der Frage: "Can the soufflé rise twice?" und beschrieb ihn mit den Worten "all feathers and no meat". Hawkes Regierung hatte während seiner Amtszeit mit hohen Zinssätzen und einer Finanzkrise in Victoria zu kämpfen gehabt.

## Wahlergebnisse

### Repräsentantenhaus
| Partei                        | Partei                            | Stimmen    | Stimmen | Stimmen | Sitze  | Sitze |
| Partei                        | Partei                            | Anzahl     | %       | +/−     | Anzahl | +/−   |
| ----------------------------- | --------------------------------- | ---------- | ------- | ------- | ------ | ----- |
|                               | Australian Labor Party (ALP)      | 3.904.138  | 39,44   | −6,39   | 78     | −8    |
|                               | Liberal Party of Australia (LPA)  | 3.440.902  | 34,76   | +0,44   | 55     | +12   |
|                               | Australian Democrats (AD)         | 1.114.216  | 11,26   | +5,23   | —      | —     |
|                               | National Party of Australia (NPA) | 833.557    | 8,42    | −3,10   | 14     | −5    |
|                               | Unabhängige                       | 252.116    | 2,55    | +0,95   | 1      | +1    |
|                               | Country Liberal Party (CLP)       | 27.668     | 0,28    | +0,05   | —      | —     |
|                               | Sonstige                          | 327.077    | 3,29    | —       | —      | —     |
|                               | gesamt                            | 9.899.674  | 100,00  |         | 148    |       |
| Wahlberechtigte               | Wahlberechtigte                   | 10.728.435 |         |         |        |       |
| Wahlbeteiligung (Wahlpflicht) | Wahlbeteiligung (Wahlpflicht)     | 95,31 %    |         |         |        |       |
| abgegebene Stimmen            | abgegebene Stimmen                | 10.225.800 |         |         |        |       |
| ungültige Stimmen             | ungültige Stimmen                 | 326.126    |         |         |        |       |
| Quelle:                       |                                   |            |         |         |        |       |

### Senat
Neu gewählt wurden 40 der 76 Sitze.
| Partei                        | Partei                            | Stimmen    | Stimmen | Stimmen | Sitze    | Sitze  | Sitze |
| Partei                        | Partei                            | Anzahl     | %       | +/−     | Gewonnen | Gesamt | +/−   |
| ----------------------------- | --------------------------------- | ---------- | ------- | ------- | -------- | ------ | ----- |
|                               | Australian Labor Party (ALP)      | 3.813.547  | 38,41   | −4,42   | 15       | 32     | —     |
|                               | Liberal/National (Joint Ticket)   | 2.429.552  | 24,47   | +10,70  | 5        |        |       |
|                               | Liberal Party of Australia (LPA)  | 1.445.872  | 14,56   | −6,41   | 12       | 28     | +2    |
|                               | Australian Democrats (AD)         | 1.253.807  | 12,63   | +4,15   | 5        | 8      | +1    |
|                               | National Party of Australia (NPA) | 258.164    | 2,60    | −4,49   | 1        | 5      | −2    |
|                               | Country Liberal Party (CLP)       | 29.045     | 0,29    | +0,08   | 1        | 1      | —     |
|                               | Sonstige                          | 699.778    | 7,04    | —       | 1        | 2      | —     |
|                               | gesamt                            | 9.929.765  | 100,00  |         | 40       | 76     |       |
| Wahlberechtigte               | Wahlberechtigte                   | 10.727.945 |         |         |          |        |       |
| Wahlbeteiligung (Wahlpflicht) | Wahlbeteiligung (Wahlpflicht)     | 95,81 %    |         |         |          |        |       |
| abgegebene Stimmen            | abgegebene Stimmen                | 10.278.830 |         |         |          |        |       |
| ungültige Stimmen             |                                   |            |         |         |          |        |       |
| Quelle:                       |                                   |            |         |         |          |        |       |

## Nach der Wahl
Die Wahlen von 1990 resultierten in einem moderaten Umschwung hin zur oppositionellen Koalition. Obwohl Labor mit der Wirtschaftsrezession Ende der 80er/Anfang der 90er zu kämpfen hatte, gewannen sie die vierte Wahl in Folge mit Bob Hawke als Vorsitzendem, ein Maß an politischem Erfolg, das Labor zuvor noch nicht erlebt hatte. Die Wahl sollte Hawkes letzte als Premierminister und Labor-Führer sein. Am 20. Dezember 1991 wurde er von Paul Keating abgelöst, der daraufhin die Labor-Partei zu einem Rekord-Sieg bei der fünften Wahl in Folge und zu einer Rekord-Regierungszeit von 13 Jahren führte, die aus der Wahl 1993 resultierte.
Bei der Wahl gewann die Koalition eine knappe Mehrheit der Zwei-Parteien-Stimmen und reduzierte die Mehrheit von Labor von 24 auf neun Sitze.  Allerdings schaffte sie nur einen Zwei-Parteien-Swing von 0,9 Prozent, was nicht annähernd genug war, um die zusätzlichen sieben Sitze zu erreichen, die die Koalition brauchte, um Peacock zum Premierminister zu machen.  Obwohl die Nicht-Labor-Kräfte viel von dem zurückgewonnen hatten, was sie drei Jahre zuvor verloren hatten, musste Peacock nach der Wahl zurücktreten.
Außerdem erreichte die Popularität der Australian Democrats unter Janine Haines bei dieser Wahl ihren Höhepunkt, und ein Kandidat der WA Greens gewann zum ersten Mal einen Sitz im Australischen Senat – obwohl der erfolgreiche Kandidat, Jo Vallentine, bereits zwei Amtszeiten als Senator absolviert hatte, nachdem er zuvor einen Sitz für die Nuclear Disarmament Party bei der Wahl 1984 und die Vallentine Peace Group bei der Wahl 1987 gewonnen hatte. Bis 2010 war dies die einzige Nachkriegswahl, bei der eine dritte Partei (mit Ausnahme von Splitterparteien in den Bundesstaaten und den Nationals) mehr als 10 % der Erststimmen für die Wahlen zum australischen Repräsentantenhaus gewonnen hat.
Seit der Swan-Nachwahl 1918, die Labor unerwartet mit der größten Vorzugsstimme gewann, hatte eine Vorgängerin der Liberalen, die Nationalist Party of Australia, das Wahlsystem für das Unterhaus von first-past-the-post auf Vollpräferenzwahlen umgestellt, was seitdem beibehalten wurde und den Parteien der Koalition erlaubt, dieselben Sitze sicher zu besetzen. Die Hawke-Regierung wurde durch die volle Präferenzwahl wiedergewählt. Dies war das erste Mal in der Bundesgeschichte, dass Labor einen Nettogewinn aus der Präferenzwahl erzielte.
Außerdem wurde der Vorsitzende der Nationals, Charles Blunt, in seinem eigenen Sitz in Richmond von Labor-Herausforderer Neville Newell besiegt. Dies war erst das zweite Mal, dass ein Vorsitzender einer großen Partei seinen eigenen Sitz verloren hatte.  Newell profitierte von der Anwesenheit der unabhängigen und Anti-Atomkraft-Aktivistin Helen Caldicott.  Ihre Stimmen flossen bei der dritten Auszählung mit überwältigender Mehrheit an Newell, so dass dieser trotz des zweiten Platzes bei der Vorwahl gewinnen konnte.